# محمد الضو
محمد سيد الضو (ولد في 18 نوفمبر 1993 في السعودية) لاعب كرة قدم سوداني يجيد اللعب في مركز الجناح الأيمن. يلعب حاليا لصالح سترة البحريني منذ 2022.

## المسيرة الرياضية

### الأندية
في 1 يوليو 2015 انضم الضو إلى أحد السعودي. في موسمه الأول 2015-2016 وفي بطولة دوري الدرجة الأولى احتل فريقه المركز العاشر بفارق 8 نقاط عن منطقة الهبوط. وفي بطولة كأس خادم الحرمين الشريفين خرج من الجولة الأولى عندما خسر في الدور32.
في موسمه الثاني 2016-2017 وفي بطولة دوري الدرجة الأولى احتل فريقه المركز الثاني بفارق نقطتين عن البطل الفيحاء فصعد إلى الدرجة الممتازة. وفي بطولة كأس خادم الحرمين الشريفين خرج من الجولة الأولى عندما خسر في الدور32. وفي بطولة كأس ولي العهد خرج من الجولة الأولى عندما خسر في الدور32.
في موسمه الثالث 2017-2018 وفي بطولة دوري الدرجة الممتازة احتل فريقه المركز الرابع عشر الأخير بفارق 7 نقاط عن منطقة الأمان فانتقل إلى ملحق الهبوط حيث فاز على الطائي 7-1 في مجموع المباراتين فبقي في الدرجة الممتازة. وفي بطولة كأس خادم الحرمين الشريفين خرج من الجولة الأولى عندما خسر في الدور32. وفي بطولة كأس ولي العهد خرج من الجولة الأولى عندما خسر في الدور الثمن النهائي.
في موسمه الرابع والأخير 2018-2019 وفي بطولة دوري الدرجة الممتازة احتل فريقه المركز السادس عشر الأخير بفارق 11 نقطة عن منطقة الأمان فهبط إلى الدرجة الأولى. وفي بطولة كأس خادم الحرمين الشريفين خرج من الجولة الأولى عندما خسر في الدور32.
في 1 يوليو 2019 انتقل الضو من أحد إلى الفتح السعودي في صفقة انتقال حر. في موسمه الأول 2019-2020 وفي بطولة دوري الدرجة الممتازة احتل فريقه المركز الثالث عشر بفارق نقطة واحدة عن منطقة الهبوط. وفي بطولة كأس خادم الحرمين الشريفين ساهم في وصول فريقه إلى الدور الربع النهائي.
في موسمه الثاني والأخير 2020-2021 وفي بطولة دوري الدرجة الممتازة احتل فريقه المركز السابع بفارق 7 نقاط عن منطقة الهبوط. وفي بطولة كأس خادم الحرمين الشريفين ساهم في وصول فريقه إلى الدور النصف النهائي.
في 1 يوليو 2021 انتقل الضو من الفتح إلى القيصومة السعودي في صفقة انتقال حر. في موسمه الوحيد 2021-2022 وفي بطولة دوري الدرجة الثانية احتل فريقه المركز الأول في المجموعة الثانية فصعد إلى الدرجة الأولى وانتقل إلى المباراة النهائية حيث خسر من العربي بهدف نظيف.
في 1 سبتمبر 2022 انتقل الضو من القيصومة إلى سترة البحريني في صفقة انتقال حر.

## روابط خارجية
- محمد الضو على موقع Soccerway.com (الإنجليزية)
- محمد الضو على موقع كووورة